# شهرستان برکلی (کارولینای جنوبی)
شهرستان برکلی، کارولینای جنوبی (به انگلیسی: Berkeley County, South Carolina) یک سکونتگاه مسکونی در ایالات متحده آمریکا است که در کارولینای جنوبی واقع شده‌است.

## خصوصیات
شهرستان برکلی ۳٬۱۸۰٫۵۲ کیلومترمربع مساحت دارد.